# Умари (Трапани)
Умари је насеље у Италији у округу Трапани, региону Сицилија.
Према процени из 2011. у насељу је живело 218 становника. Насеље се налази на надморској висини од 215 м.